# Linares (Allande)
Linares (en eonaviego, Ḷḷinares) es un lugar y una parroquia del concejo asturiano de Allande, en España.
En los 3,84 km² de extensión de la parroquia habitaban un total de 71 personas (2011) repartidos entre las 3 poblaciones que forman la parroquia.
El lugar de Linares se halla a 520 metros de altitud, en la ladera del pico Poure, a 7 kilómetros de Pola de Allande, la capital del concejo. En su iglesia parroquial, de nave única, se encuentran tallas antiguas como la del Calvario, del siglo XIV, que representa a la Virgen y a San Juan, o un Cristo del siglo XVIII.

## Poblaciones
Según el nomenclátor de 2023, la parroquia comprende las poblaciones de:
- Arganzúa (lugar)
- Linares (Ḷḷinares, lugar)
- Puente de Linares (La Ponte Ḷḷinares, lugar)